# 雄琴神社 (大津市)

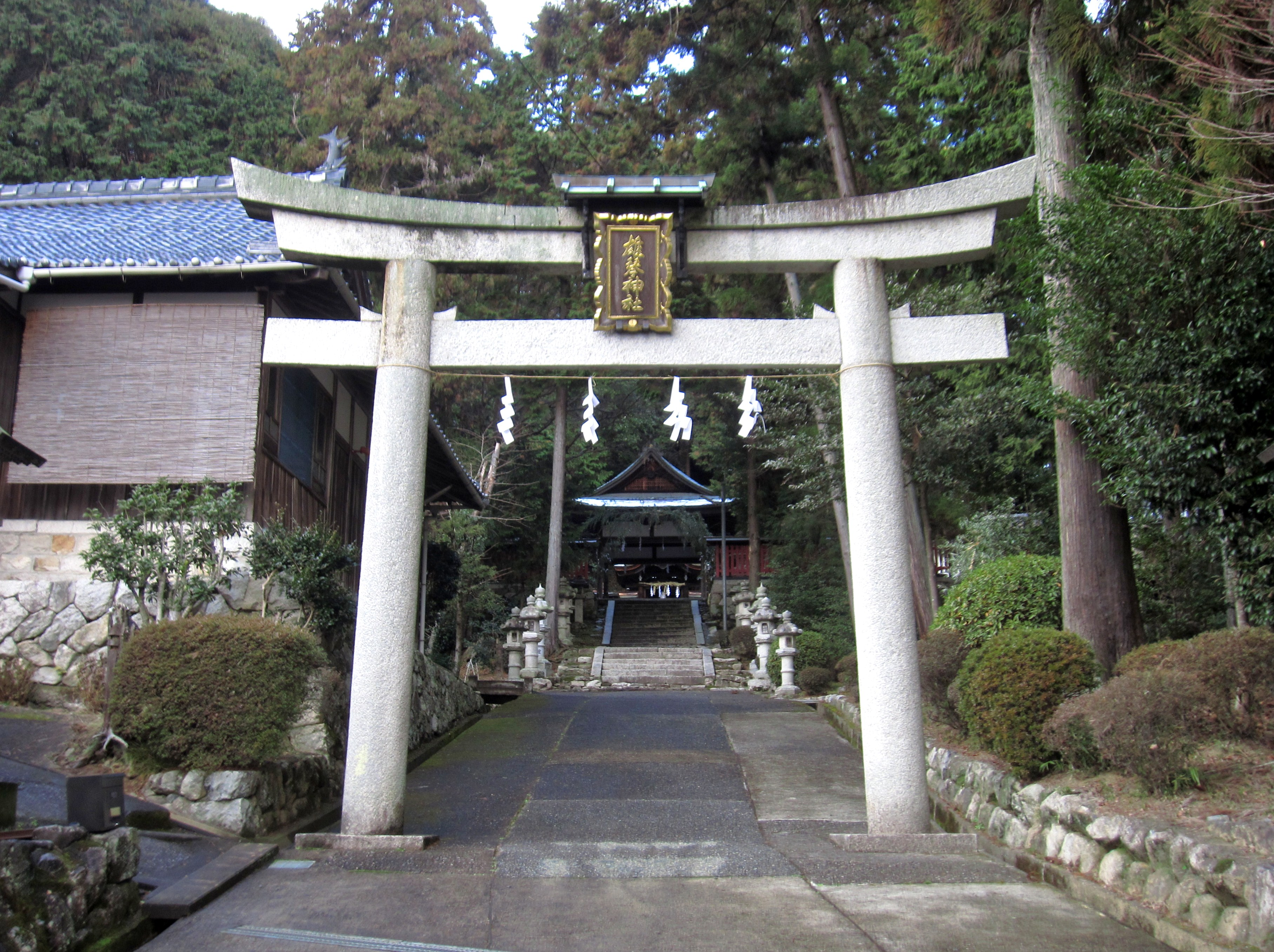
鳥居

神紋「抱茗荷」

雄琴神社（おごとじんじゃ）は、滋賀県大津市雄琴にある神社。旧社格は郷社。神紋は「抱茗荷」。

## 祭神
主祭神
- 大炊神 今雄宿禰命（おおいのかみ いまおすくねのみこと）
文献上では「阿保今雄」・「小槻今雄」とも。於知別命（垂仁天皇皇子）の後裔で、仁寿元年（851年）雄琴荘を拝領し元慶8年（884年）に歿した。のち当地を治めた小槻氏（官務家）の祖。

配祀神
- 樟本神社：崇道尽敬天皇（舎人親王）
- 二峯神社：大己貴命

いずれも正応4年（1291年）相殿に配祀。

## 歴史
大同3年（808年）雄琴山上に鎮座したとされる。この時はまだ今雄宿禰は祀られておらず、土地神であったと推測されている。
仁寿元年（851年）今雄が雄琴荘を拝領、当地は小槻氏所領となる。社名・地名の「雄琴」は、今雄宿禰の邸から琴の音が聞こえていたためだともいわれる。今雄の死後、延長4年（926年）に子・小槻当平が社殿を造営し、一族の礎を築いた今雄の神霊を「雄琴社大炊神」と称して祭祀した。小槻氏により同市苗鹿にある那波加神社とともに氏神として崇敬され、ともに同地にある法光寺の鎮守社を担ったとされる。また鳥居前方にある福領寺は、当社の神宮寺であった。
元亀年間（1570年 - 1573年）の兵火で社殿以下が焼亡したが、延宝2年（1674年）再建された。
1908年（明治41年）、近代社格制度において郷社に列した。

## 境内
- 本殿 - 一間社流造で、間口一間、奥行一間三尺。
- 中門
- 拝殿 - 入母屋造で、間口二間・奥行二間。
- 神饌所
- 神輿庫

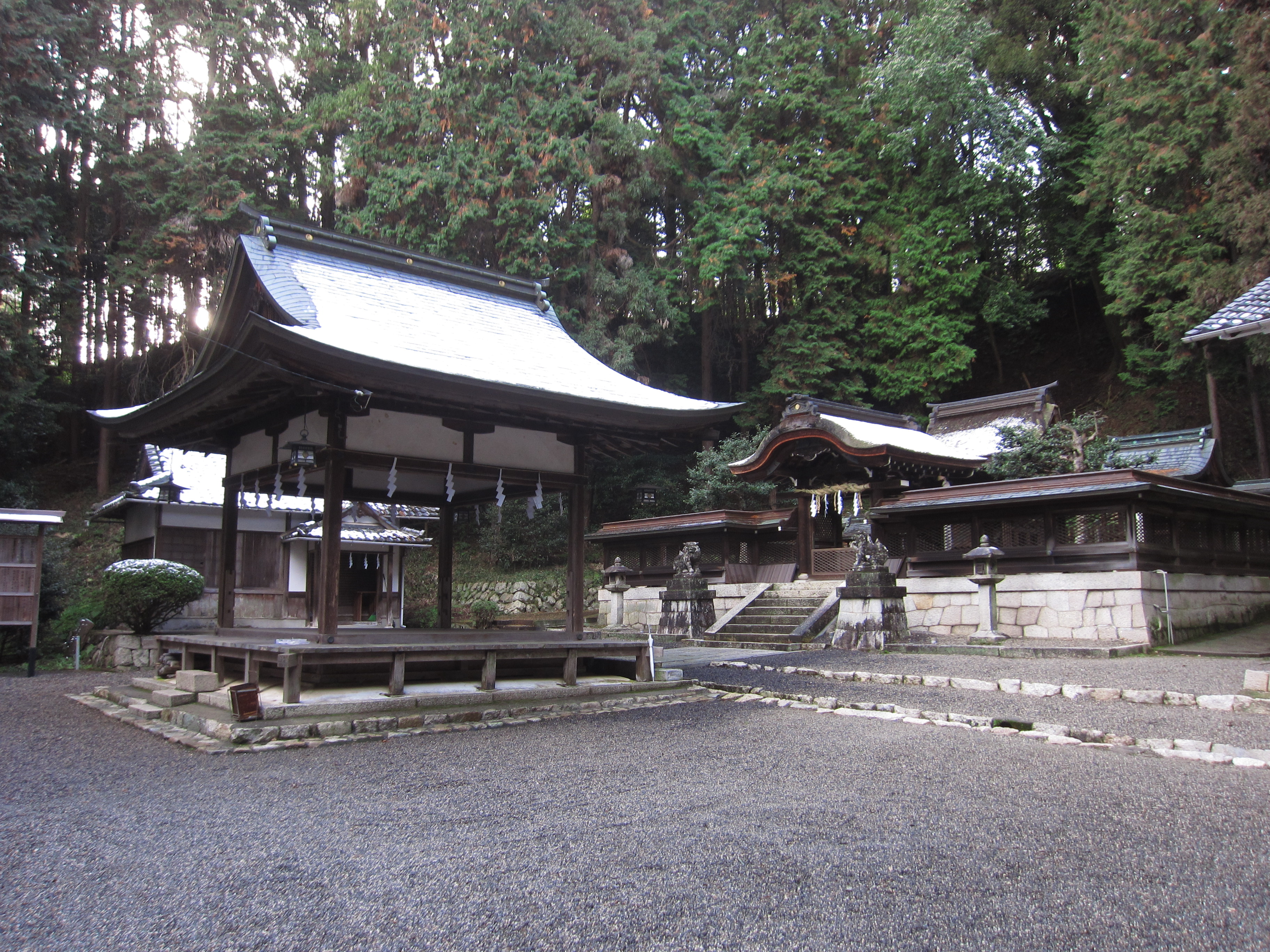
境内
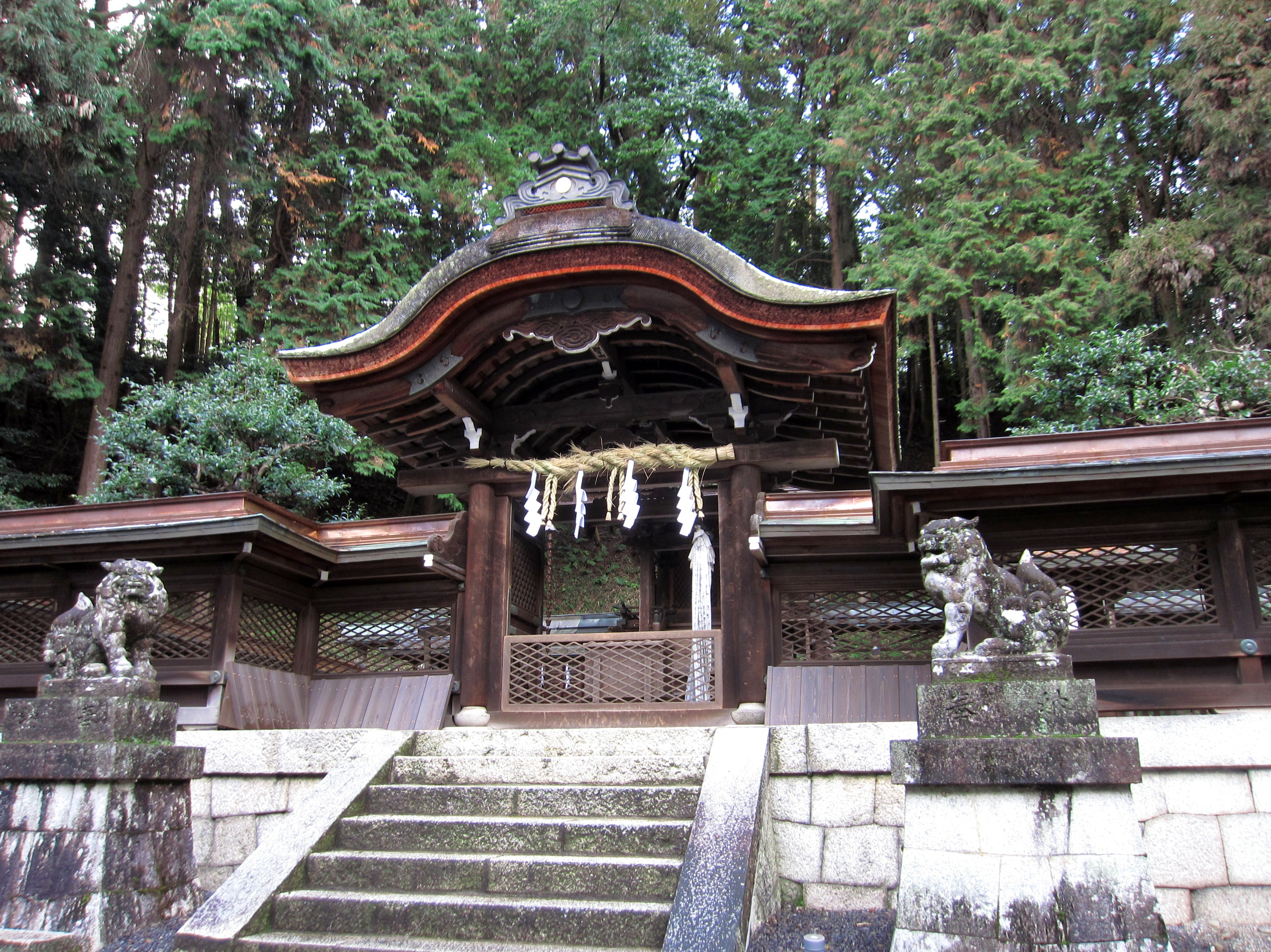
中門
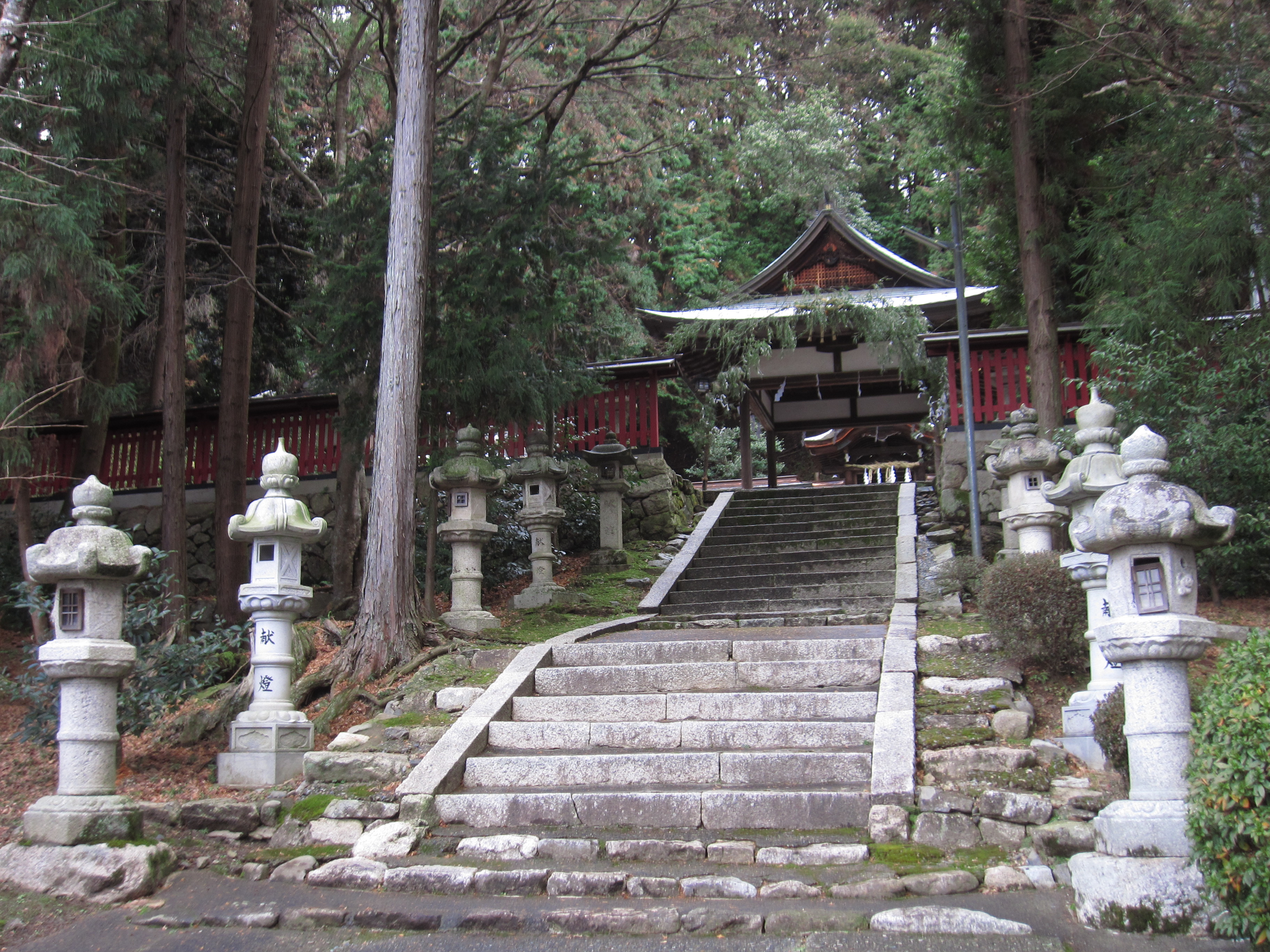
参道

## 摂末社
- 樟本神社
- 二峰神社
- 稲荷神社 - 祭神：倉稲魂命、市杵島姫命、水速女命[4]。
- 牛尾神社 - 祭神：大山咋神荒魂、菅原道真公。
- 野神社 - 祭神不詳。
- 地主神社 - 祭神：大物主神。1909年（明治42年）、境内に移転鎮座。
- 霊光社 - 当社縁の人物八木氏の霊や、日清戦争・日露戦争・日中戦争・太平洋戦争戦没者を祀る。

## 現地情報
所在地
- 滋賀県大津市雄琴二丁目10-1

交通アクセス
- 鉄道
  - JR西日本湖西線 おごと温泉駅 （徒歩約10分）
- バス
  - びわ湖浜大津駅（京阪石山坂本線・京津線）から、江若バスで「北雄琴」バス停下車 （下車後徒歩約7分）

周辺
- 福領寺 - 元神宮寺。本尊の円仁作阿弥陀如来坐像は重要文化財。